# Prefeitura pretoriana da Ilíria
A Prefeitura pretoriana da Ilíria, também chamada Prefeitura pretoriana do Ilírico (em latim: praefectura praetorio per Illyricum, em grego:  ἐπαρχότης/ὑπαρχία [τῶν πραιτωρίων] τοῦ Ἰλλυρικοῦ), ou simplesmente Prefeitura do Ilírico ou Prefeitura da Ilíria, foi uma das quatro prefeituras pretorianas em que foi dividido o Império Romano na sua fase final. Ela foi criada no século IV e na prática desapareceu no século VII, quando grande parte do seu território foi invadido pelos Eslavos.
O centro administrativo da prefeitura começou por ser Sirmio (atualmente Sremska Mitrovica, na região sérvia da Voivodina), entre 318 e 379, passando depois para Salonica. Tomou o seu nome da antiga província de Ilírico, que por sua vez dev o nome à antiga Ilíria. Na sua maior extensão incluía a Panónia, Nórica, Creta e a maior parte da península dos Balcãs à exceção da diocese da Trácia.

## História
Ao contrário das outras três prefeituras "clássicas" que são mencionadas na Notitia Dignitatum (Gália, Itália e Oriente), a história da administração da Ilíria como prefeitura durante o século IV passou por uma série extinções, recriações e divisões.[a]
Inicialmente os territórios que compreendiam a prefeitura da Ilíria pertenciam à prefeitura pretoriana da Itália, Ilíria e África quando esta foi criada em 337, a seguir à divisão do império entre os filhos do imperador Constantino. Aparentemente, as três dioceses da Macedónia, Dácia e Panónia começaram por ser reunidas numa prefeitura pretoriana separada em 347 por Constante a partir da prefeitura de Itália e África.
A prefeitura existiu até 361, quando foi abolida  pelo imperador Juliano, para voltar a existir entre 375 e 379 durante o reinado de Graciano. Nesse ano, a Diocese da Panónia (Illyricum occidentale) foi novamente incorporada à Itália como Diocese da Ilíria, enquanto a Macedónia e a Dácia (Illyricum orientale) foram governadas brevemente diretamente por Teodósio I a partir de Salonica. Entre 384 e 395, também elas foram incorporadas na prefeitura itálica, exceto entre 388 e 391, quando ambas as dioceses formaram uma prefeitura separada.
Só após a morte de Teodósio em 395, quando se leva a cabo a divisão permanente do império, é que a prefeitura de Ilírico assume a forma permanente que aparece na Notitia, incorporando as dioceses da Macedónia e da Dácia, com Salonica como capital. Contudo, o Império Ocidental, especialmente durante a regência de Estilicão, continuou a reclamar a sua posse até 437, quando Valentiniano III reconheceu a soberania do Império Oriental sobre a prefeitura como parte do dote de Licínia Eudóxia. Nessa ocasião, parece que a capital da prefeitura foi novamente transferida durante algum tempo (437-441) para Sírmio, mas essa transferência é tema de debate, pois o norte dos Balcãs encontrava-se então assolado por invasões. A intenção de Justiniano I de mover a capital para a sua nova cidade de Justiniana Prima (Caričin Grad, na atual Sérvia) na década de 540 nunca se concretizou.
Na sequência das invasões eslavas do século VII, a maior parte do interior das Balcãs foi perdido pelos Bizantinos, que só ficaram com o controlo das partes da Trácia mais próximas de Constantinopla, Salonica e os seus arredores, além de algumas faixas costeiras na Grécia. As fontes históricas mencionam um prefeito pretoriano (em grego: ὕπαρχος) como governador de Salonica nos primeiros anos do século IX, um dos últimos sobreviventes do antigo sistema administrativo de Constantino em todo o império. No entanto, nessa altura, as guerras com a potência emergente da Bulgária requeriam a reorganização das províncias, e Salonica constituiu-se como um tema sob o comando dum estratego em data incerta antes de 840.

## Subdivisões
A prefeitura pretoriana da Ilíria se dividia em duas dioceses, cada uma subdividida em diversas províncias:
| A Diocese da Dácia tinha cinco províncias: - Dácia Mediterrânea - Dácia Ripense - Dardânia - Mésia I (Moesia Prima) - Prevalitana (Praevalitana) | A Diocese da Macedónia tinha sete províncias: - Acaia (Achaea) - Creta - Novo Epiro (Epirus Nova) - Velho Epiro (Epirus Vetus) - Macedônia Prima - Macedônia Salutar (Macedonia Salutaris ou Segunda) - Tessália |

## Lista de prefeitos pretorianos da Ilíria
- Júnio Ânio Basso (317/320–324)
- Antônio Marcelino (340–341)
- Acônio Catulino Filomácio (341; também prefeito da Itália e África)
- Vulcácio Rufino (347–352)
- Caio Ceônio Rúfio Volusiano Lampádio (354)
- Loliano Mavórcio (355–356)
- Anatólio (357–359)
- Florêncio (360)
- Cláudio Mamertino (361–364)
- Sexto Cláudio Petrónio Probo (364)
- Quinto Clódio Hermogeniano Olíbrio (378–379)
- Vécio Agório Pretextato (384)
- Apodêmio (392–393)
- Flávio Eutiquiano (396–397)
- Anatólio (397-399)
- Clearco (402-407)
- Jóvio (407)
- Hercúlio (408-410)
  - Teodoro (408–409), intitulado "prefeito pretoriano da Itália e Ilíria"
- Leôncio (412-413)
- Flávio Júnio Quarto Paládio (416–421)
- Géssio (período incerto entre 421 e 443)
- Antémio Isidoro (424)
- Flávio Simplício Regino (435)
- Eubulo (436)
- Talássio (439)
- Apreúmio (441)
- Hormisda (448)
- Eulógio (ca. 451)
- Valentiniano (452)
- Calícrates (468-469)
- João (472)
- Basilides (529)